# 韋萊斯
韋萊斯，是北馬其頓共和國韋萊斯市鎮内的城市及行政中心。該國最長河發達河流經其間。

## 历史
今韋萊斯地區形成聚落已有一千餘年的歷史，在古代它是一個名為“畢拉索拉”（ / Vilazora）的派奧尼亞人城市，並聚居大量的色雷斯人及伊利里亞人。“畢拉索拉”这个名字很可能是Byláz‑ōra，前面的部分对应现今的韦莱斯，而后面的-ora可能对应阿尔巴尼亚语的urë（“桥”）。在保加利亞第一帝國（681年－1018年）與保加利亞第二帝國（1185年－1396年）時代，它都曾經被保加利亞人短暫統治過。到了14世紀初期，它成為塞爾維亞帝國的一部分。在1910年代初期的巴爾幹戰爭前，它是鄂圖曼帝國的一座城市，名為柯普魯魯（Köprülü，土耳其语中意为“桥”），隸屬於首府在今史高比耶的斯屈普二級行政區。南斯拉夫时期曾名“铁托韦莱斯”（ / Titov Veles），但在马其顿独立之后重新改名为韦莱斯。

## 軼事
韋萊斯近年以製作假新聞而聞名。
2016年，媒體揭露該地在2016年美國總統選舉期間製作了不少假新聞，因此又被稱為「假新聞樞紐」。知名挪威攝影師喬納森．班迪克森曾深入這座小城，發現韋萊斯長久與偽造的關係密切。在宗教上，韋萊斯是前基督時期的神祇，是鍾愛變形、混亂之神，擅長魔術與詐欺，喬納森．班迪克森以此作為靈感，用假照片出版名為《韋斯萊之書》攝影書，後於馬格蘭通訊社刊的訪談中親口承認其造假，引發熱議。

## 外部連結
- 韋萊斯市鎮官方网站 （页面存档备份，存于）